# Goetersstraße 7 (Mönchengladbach)

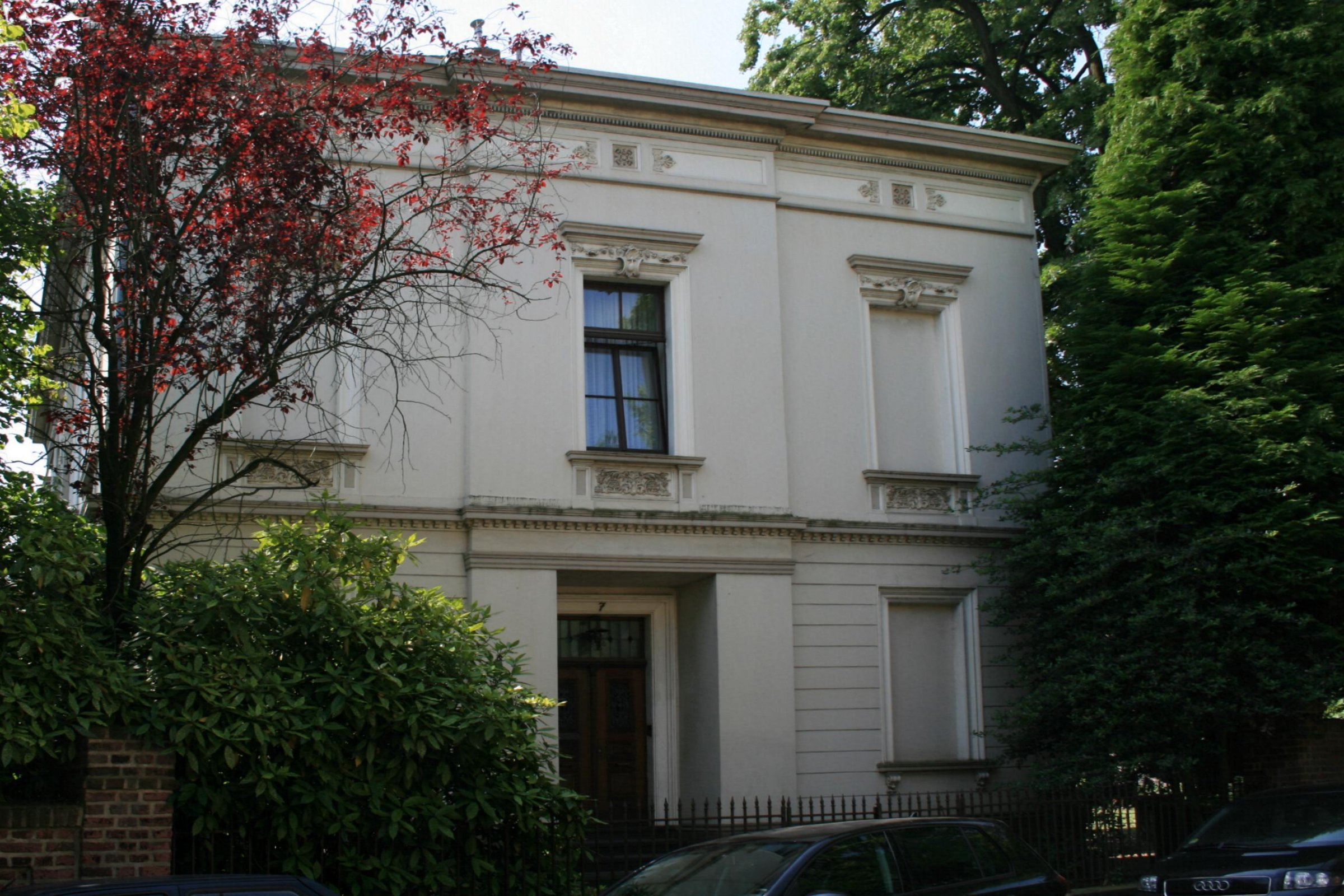
Wohnhaus (Villa mit Gartenanlage), 2011

Das Wohnhaus Goetersstraße 7 steht im Stadtteil Rheydt in Mönchengladbach (Nordrhein-Westfalen).
Das Gebäude wurde 1870 erbaut. Es ist unter Nr. G 010 am 24. September 1985 in die Denkmalliste der Stadt Mönchengladbach eingetragen worden.

## Architektur
Die ehemalige Villa „Nacken“ bildet das etwas kleiner dimensionierte Gegenstück zur vorbildgebenden Villa „Goeters“ auf dem gegenüberliegenden Eckgrundstück. Beide sind mit ihrer Hauptfassade auf eine zur Mittelstraße vorgelagerte Gartenanlage ausgerichtet und bilden eine Baugruppe von hohem städtebaulichen Wert.
Es handelt sich um ein freistehendes zweigeschossiges Villengebäude mit kubischem Baukörper auf hohem Kellersockel, aufgestockt durch einen hohen Drempel. Das flachgeneigte Walmdach hat eine Deckung mit alten Hohlziegeln.
Erhaltenswert als ein durch Innenausstattung und Gartenanlage vervollständigtes Bauensemble, das das Erscheinungsbild einer Fabrikantenvilla der frühen Gründerzeit beispielhaft dokumentieren kann.